# Fédération française des sports de glace
Die Fédération française des sports de glace (kurz FFSG) ist der 1942 gegründete nationale Eissportverband Frankreichs. Der Verband ist Mitglied der Internationalen Eislaufunion und untersteht dem französischen Sportministerium und dem Nationalen Olympischen Komitee Frankreichs.
Die französische Eissportverband organisiert heute nationale Spielbetriebe und Nationalmannschaften in folgenden Sportarten:
- Eiskunstlauf
- Eistanzen
- Eisschnelllauf
- Shorttrack
- Bobsport
- Rodeln
- Skeleton
- Curling

Bis 2006 wurde auch das französische Eishockey in der Fédération française des sports de glace organisiert. Der französische Eissportverband war einer von fünf Gründungsmitgliedern der Internationalen Eishockey-Föderation IIHF und gehörte der Organisation seit 1908 an. Im Rahmen der WM der Division I in Amiens wurde am 29. April 2006 die eigenständige Fédération française de hockey sur glace gegründet, die den nationalen Eissportverband als französischer Vertreter in der IIHF ablöste und sich nun gezielter um die Entwicklung des französischen Eishockeys kümmern soll.
Seit 2020 hat mit der Eistänzerin Nathalie Péchalat erstmals eine Frau die Präsidentschaft des Verbands inne.